# Ryzyko rezydualne
Ryzyko rezydualne – ryzyko lub niebezpieczeństwo zdarzenia, zjawiska lub okoliczności, które po zastosowaniu wszelkich możliwych, bądź częściowych środków kontroli oraz najlepszych praktyk w postępowaniu z nim nadal pozostaje. Nawet jeśli wszystkie teoretycznie możliwe środki bezpieczeństwa zostaną zastosowane. Jest to ryzyko jakie pozostaje po przeprowadzeniu przez kierownictwo przedsiębiorstwa lub innej organizacji działań zmierzających do zminimalizowania wpływu (skutków) oraz prawdopodobieństwa wystąpienia niepomyślnych zdarzeń, włączając działania kontrolne podjęte w odpowiedzi na ryzyko.
Ryzyko rezydualne może być ograniczane poprzez dywersyfikację ryzyka.